# Cassia oligoclada
Cassia oligoclada är en ärtväxtart som beskrevs av Ferdinand von Mueller. Cassia oligoclada ingår i släktet Cassia och familjen ärtväxter.

## Underarter
Arten delas in i följande underarter:
- C. o. goniodes
- C. o. oligoclada